# Merengue italiano

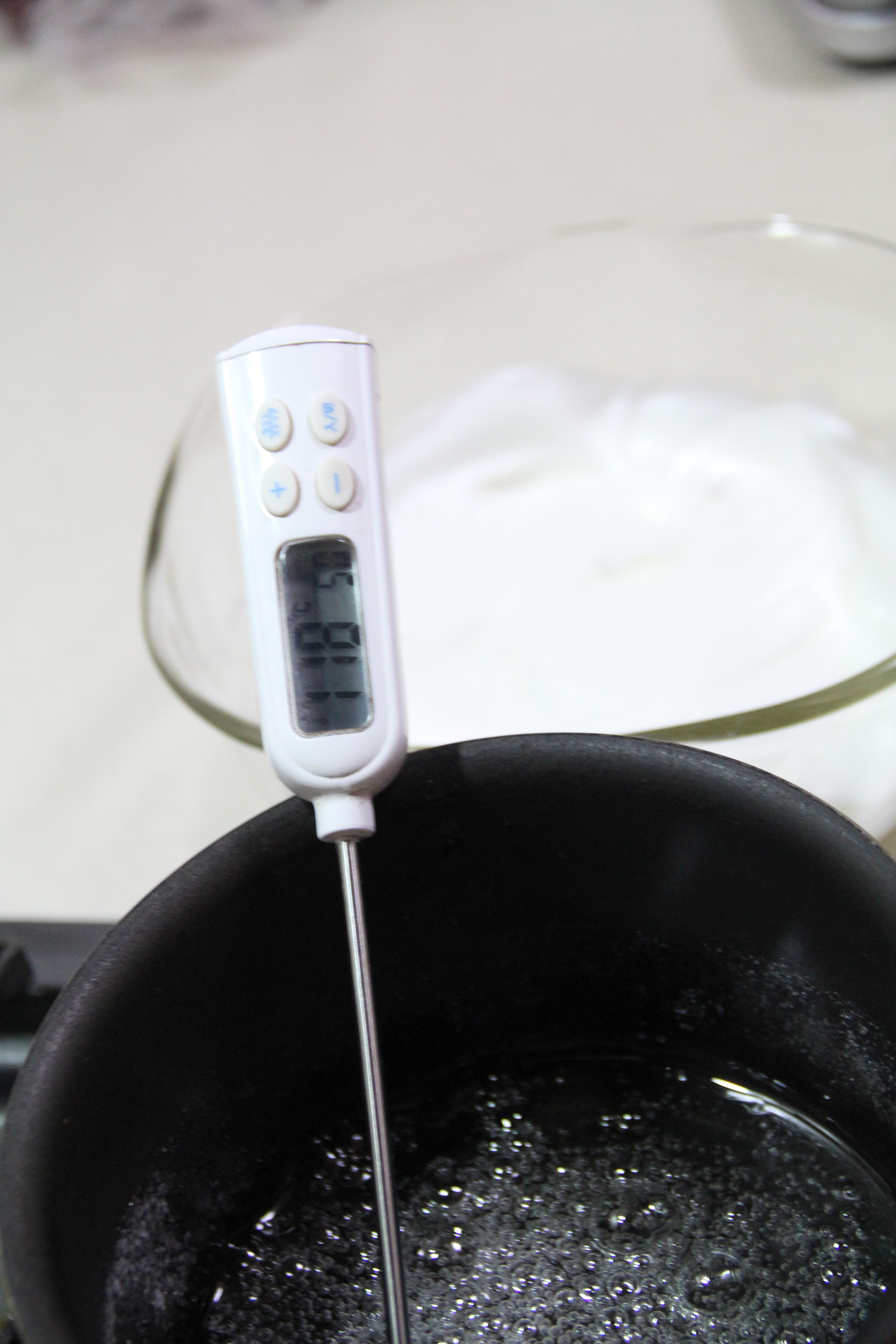
Haciendo el almíbar a 118 °C, para añadirlo en forma de hilo a las claras.

El merengue italiano o suspiro es un tipo de merengue que si bien tiene una receta relativamente complicada, es adecuado para cubrir y decorar tartas, ya que su principal característica es que queda bien duro y brillante, y no se vuelve a bajar o desmontar (comenzando a soltar líquido), a diferencia del tradicional, conocido como merengue francés.
Dada su consistencia y su característica de que no se baja, también se utiliza para tomarlo directamente, para cocerlo en el horno, para diversas recetas, como las milhojas, o para incorporarlo a una mezcla, como los macarons.

## Características
Los principales ingredientes son agua y azúcar para hacer el almíbar, que se añade a las claras de huevo a punto de nieve.
La proporción en peso ha de ser de 2 medidas de claras, 1 medida de agua (lo justo para cubrir el azúcar) y 4 medidas de azúcar. La receta está en función de las claras, ya que es la cantidad más variable, al llevar los huevos según el tamaño de los mismos mayor o menor cantidad de clara.
Para hacerlo, primero hay que hacer el almíbar, con el agua y el azúcar, a fuego medio. Cuando vaya teniendo burbujas más pequeñas, porque se va haciendo más espeso, se baten las claras a punto de nieve, en un recipiente resistente al calor.
El almíbar debe alcanzar el punto de bola blanda, que se consigue cuando al echar una gota de éste almíbar en un vaso de agua fría y cubitos, no se disuelve, y en el fondo del vaso queda un sedimento pegajoso, semiduro y moldeable, como una bolita de chicle. Si el almíbar está demasiado espeso, o líquido, el merengue no se montará bien. También puede comprobarse la temperatura con un termómetro, para que el almíbar esté a 115-120 °C (suele alcanzarse esa temperatura aproximadamente a los quince minutos de ponerlo en el fuego). Si se supera la temperatura adecuada, puede quemarse.
Con las claras recién montadas a punto de nieve y el almíbar se va echando a las claras aún caliente, en forma de hilo, mientras se sigue batiendo el merengue con la batidora de varillas, hasta que el recipiente esté frío, o hayamos llegado a la textura deseada. Si antes de batir las claras, se echa una pizca de sal, se montarán mejor, y si se echan unas gotas de zumo de limón, se quedará un merengue más blanco.
El truco de este merengue es que gracias al almíbar, las claras se cuecen un poco, lo que evita que el merengue se baje y mata la bacteria de la salmonelosis.
Conforme se enfría pierde elasticidad, por lo que hay que usarlo inmediatamente en la manga pastelera o guardarlo en la nevera.